# Dzsepcundamba Kutuktu

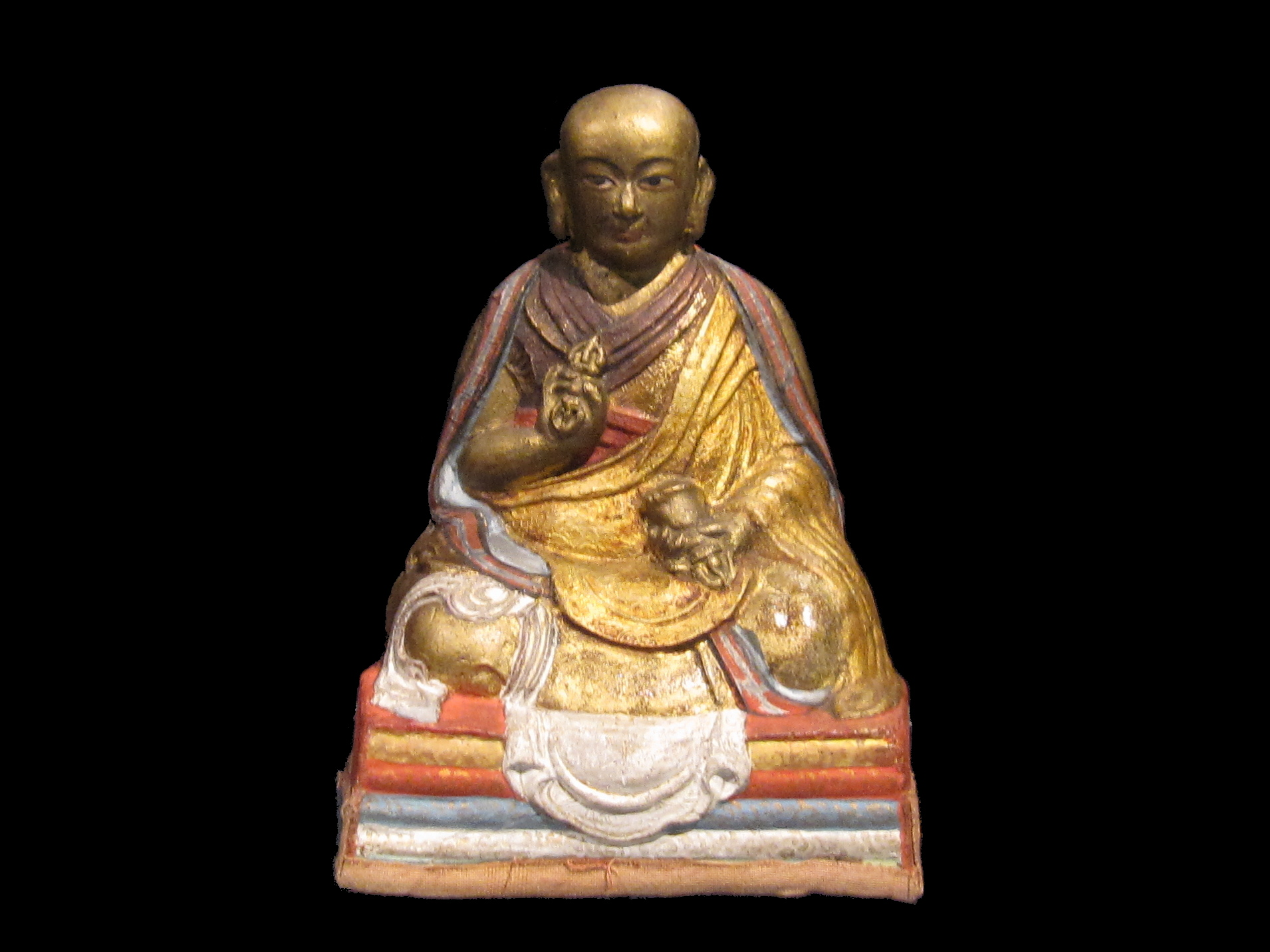
Az első Dzsepcundamba Kutuktu, Zanabazar szobra

 A Dzsepcundamba Kutuktu (Kínai:哲布尊丹巴呼圖克圖, mongol: ᠵᠠᠪᠽᠠᠨᠳᠠᠮᠪᠠ ᠺᠦᠲᠠᠭᠲᠦ, cirill betűkkel mongolul: Жавзандамба хутагт, IPA: [tɕawtsaɴ tampa χʊʰtaxt]; tibeti: རྗེ་བཙུན་དམ་པ་ཧུ་ཐུག་ཐུ་; wylie: rje btsun dam pa hu thug tu, THL: Jétsün Dampa Hutuktu azaz magyarul hozzávetőlegesen: „Nagybecsű Szent Mongol Tanítómester”) a tibeti buddhizmus Gelugpa irányzatának spirituális vezetője Mongóliában.
Viseli a Bogdo gegen címet is, s ezzel a legmagasabb rangú láma Mongóliában. (Mongolul: ᠪᠣᠭᠳᠠ ᠭᠡᠭᠡᠨ, cirill betűkkel mongolul: Богд гэгээн) Magyarországon is leginkább ezen a néven ismerik és emlegetik ezt a méltóságot.
Sokan tévesen a mongol dalai lámának mondják, holott valójában ez a tibeti buddhizmus harmadik legnagyobb méltósága a dalai láma és a pancsen láma után (a bogdo láma).

## Története
Az első Dzsepcundamba Kutuktu Dzanabadzar Gombodordzsin (1635-1723) volt, akit a tudós Taranatha, a tibeti buddhizmus dzsonang iskolája jeles képviselőjének reinkarnációjával (a tizenhatodikkal) azonosítottak. Zanabazar fia volt Tüsijetü kán Gombodordzs, aki Mongólia központi, halha mongolok által lakott részét uralta, és a halhák lelki vezetője lett.
1691. május 29-én Dolonnorban a Dzsepcundamba Kutuktu hódolatát fejezte ki Kang-hszi kínai császárnak.

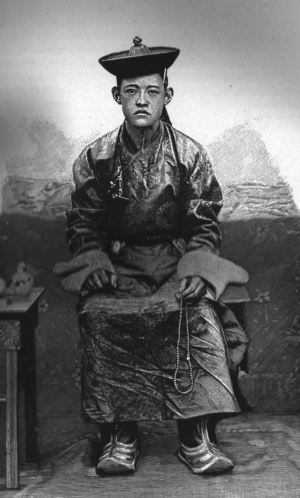
A nyolcadik Dzsepcundamba Kutuktu, más néven Bogdo Kán

Mint Zanabazar, a második Dzsepcundamba Kutuktu is a legmagasabb rangú mongol nemességnek egyik képviselője volt, és közvetlen leszármazottja volt Dzsingisz kánnak. A Csingündzsav lázadás és a második Dzsepcundamba Kutuktu bukása után 1758-ban Csien-lung kínai császár elrendelte, hogy minden jövőbeli reinkarnációját Tibetben tibetiek között kell megtalálni.
Miután Észak-Mongólia kikiáltotta függetlenségét 1911-ben, a nyolcadik Dzsepcundamba Kutuktu (1869-1924) teokratikus uralkodó lett, az úgynevezett Bogdo Kán. Ő volt az államfő 1924-ben bekövetkezett haláláig. 
A Mongol Népköztársaság kormánya, amely a teokrácia uralmát váltotta fel, 1924-ben kijelentette, hogy nincs további reinkarnáció.
Azonban Észak-Mongóliában megtalálták a Kutuktu reinkarnációját, és néhány magas rangú láma az elhunyt tárgyaival felkereste a gyermek anyját, Csendzsavot, és részletesen elmesélték neki a korábbi inkarnáció életét, valamint felkérték, hogy ismertesse meg a gyermek jelöltet az eljárással amin át kell mennie az azonosítás érdekében. Szembesülve azzal a lehetőséggel, hogy egy új Kutuktu Mongólián belül született, és még csak nem is egy külföldi Tibetből, a Mongol Népi Forradalmi Párt Központi Bizottsága 1925 júliusában úgy döntött, hogy a kérdést átengedi Lhászának, a 13. dalai lámának. A dalai láma döntése mindazonáltal új mongol jogszabályok tárgya lett az állam és egyház szétválasztásának jegyében. 1929 februárjában minden további Kutuktu beiktatását megtiltották.

A kilencedik Dzsepcundamba Kutuktu, Dzsampel Namdröl Csökji Gyelcen

A 9. Dzsepcundamba Kutuktut mint a megújított dzsonang vonal fejét a 14. dalai láma iktatta be. Ő Dzsampel Namdröl Csökji Gyelcen néven született 1932-ben, és 2012 elején hunyt el. Annak ellenére, hogy állításuk szerint a kínai kormány örökölte a végső döntés jogát az összes magas rangú láma kijelölésére Mongóliában és Tibetben, a 9. Dzsepcundamba reinkarnációja a független Mongólián belül történt és a kiválasztást a dalai láma erősítette meg. Ezzel Kína olyan dilemmával került szembe, amely veszélyezteti a külkapcsolatokat Mongóliával, ugyanis vagy kijelölik az új lámát, vagy feladhatják a vallási kérdések szabályozásának a jogát, a jogot a következő dalai láma kiválasztására és a jelenlegi pancsen láma választás kérdésében is.

## A Dzsepcundamba Kutuktuk listája
Bogdo gegen (Mongol és szertartási tibeti nyelvű néven)
- Az 1. Dzsepcundamba Kutuktu: 1635-1723, Lobszang Tenpe Gyelcen, Öndör Gegen Zanabazar (wylie: Blo bzang bstan pa'i rgyal mtshan)
- A 2. Dzsepcundamba Kutuktu: 1724-1757, Lobszang Tenpe Drönme (wylie: Blo bzang bstan pa'i srgon me)
- A 3. Dzsepcundamba Kutuktu: 1758-1773, Jese Tenpe Nyima (wylie: Ye shes bstan pa'i nyi ma)
- A 4. Dzsepcundamba Kutuktu: 1775-1813, Lobszang Tubten Vangcsug Dzsigme Gyaco (wylie: Blo bzang thub bstan dbang phyug 'jigs med rgya mtsho)
- Az 5. Dzsepcundamba Kutuktu: 1815-1841, Lobszang Cültrim Dzsigme Tenpe Gyelcen (wylie: Blo bzang tshul khrim 'jigs med bstan pa'i rgyal mtshan)
- A 6. Dzsepcundamba Kutuktu: 1843-1848, Lobszang Tenpe Gyelcen (wylie: Blo bzang bstan pa'i rgyal mtshan)
- A 7. Dzsepcundamba Kutuktu: 1850-1868, Ngavang Csökji Vangcsug Trinle Gyaco (wylie: Ngag dbang chos kyi dbang phyug 'phrin las rgya mtsho)
- A 8. Dzsepcundamba Kutuktu (és Bogdo Kán): 1870-1924. május 20., Ngavang Lobszang Csökji Nyima Tendzin Vangcsug (wylie: Ngag dbang blo bzang chos kyi nyi ma bstan 'dzin dbang phyug)
- A 9. Dzsepcundamba Kutuktu: 1936-2012. március 1., Dzsampel Namdröl Csökji Gyelcen (wylie: 'jam dpal rnam grol chos kyi rgyal mtshan) 1932-ben született, a dalai láma ismerte fel. Tibetben élt 1959-ig, majd csak jóval később, 1992-ben indiai száműzetésben iktatták be, és csupán 2010-ben telepedhetett le Mongóliában. Ulánbátorban hunyt el 2012-ben.
- A 10. Dzsepcundamba Kutuktu: a dalai láma mongóliai látogatása során 2016. november 23-án jelentette be, hogy meggyőződése szerint a 10. Dzsepcundamba Kutuktu újjászületett Mongóliában és azonosításának folyamata megkezdődött. 2023-ban a dalai láma megnevezte és beiktatta hivatalába az új vallási vezetőt, aki azonban nem Mongóliában, hanem az Egyesült Államokban született.[4] A gyermek neve még nem derült ki, de sajtóértesülések szerint 8 vagy 10 éves és egy ikerpár egyik tagjáról van szó (Aguidai és Achiltai Altannar). A gyermekek apja Altannar Chinchuluun matematikaprofesszor, míg anyjuk Monkhnasan Narmandakh vállalatvezető.

## Fordítás
- Ez a szócikk részben vagy egészben  a   Jebtsundamba Khutuktu című angol Wikipédia-szócikk ezen változatának fordításán alapul.  Az eredeti cikk szerkesztőit annak laptörténete sorolja fel. Ez a jelzés csupán a megfogalmazás eredetét és a szerzői jogokat jelzi, nem szolgál a cikkben szereplő információk forrásmegjelöléseként.